# Conversations with Other Women
Conversations with Other Women es una película de 2005 dirigida por Hans Canosa, escrita por Gabrielle Zevin y protagonizada por Aaron Eckhart y Helena Bonham Carter.

## Resumen del argumento
En la recepción de una boda, un hombre (Aaron Echart) le ofrece una copa de champán a una de las damas de honor de la boda (Helena Bonham Carter). Ella responde diciendo que ya no bebe, pero decide fumar un cigarrillo. Ambos comienzan a coquetear e inician una conversación. Entre las cosas que discuten están sus relaciones previas, su mutua proximidad a los cuarenta años y las diferencias entre abogados y doctores. El hombre habla de ciertas memorias como si fueran comunes para ambos.
A pesar de que el hombre revela que tiene una novia (Sarah, la bailarina de 22 años) y de que la mujer está casada con Jeffrey, el cardiólogo de 45 años, ambos terminan en el cuarto de la dama de honor en donde mantienen relaciones sexuales. La mujer le recuerda al hombre que ella se marcha de vuelta a Londres a las 6 a. m. Mientras continúan hablando y compartiendo memorias, se vuelve evidente que ambos se habían conocido antes.
El hombre y la mujer salen juntos del hotel, pero se marchan en taxis separados. El filme termina con el hombre y la mujer en diferentes lugares, pero compartiendo el mismo cuadro, discutiendo con sus choferes sobre el futuro y lo difícil que es ser feliz.

## Estreno
Conversations with Other Women fue estrenada en el Festival de Cine de Telluride de 2005. Posteriormente fue mostrado en el Festival Internacional de Cine de Tokio, la Semana Internacional de Cine de Valladolid, The Comedy Festival, el Festival Internacional de Cine de Seattle, el Festival de Cine de Los Ángeles, el Festival do Rio, el Festival de Cine de Hamburgo y en la Muestra Internacional de Cine de São Paulo. El estreno internacional del filme fue el 7 de junio de 2006 en Francia.